# Johanna Plantagenet

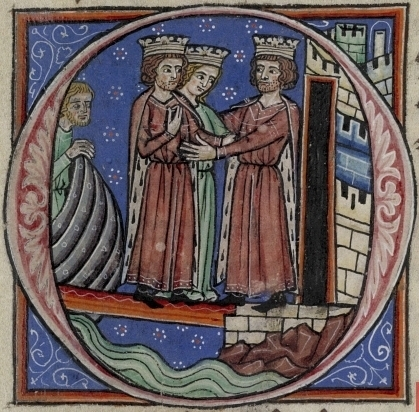
Richard I en Johanna begroeten Filips II Augustus (manuscript van Histoire d'Outremer, British Library Yates Thompson MS 12, fol. 188v; tussen 1232 en 1261).

Johanna Plantagenet (Kasteel van Angers, Anjou, oktober 1165 - Abdij van Fontevraud, 4 september 1199), koningin van Sicilië, gravin van Toulouse, was de jongste dochter van Hendrik II van Engeland en Eleonora van Aquitanië.

## Levensloop
Johanna werd geboren op het Kasteel van Angers in Anjou en spendeerde haar jeugd grotendeels aan het hof van haar moeder in Winchester en Poitiers. In 1176 stuurde Willem II van Sicilië ambassadeurs naar het Engelse hof om de hand van Johanna te vragen voor een huwelijksvoltrekking. De ondertrouw werd voltrokken op 20 mei en op 27 augustus vertrok Johanna naar Sicillië. Na een zware reis per boot arriveerde Johanna op het eiland om vervolgens op 13 februari 1177 met Willem II van Sicillië te trouwen in de Kathedraal van Palermo. Johanna wist niet van enige erfgenamen te bevallen, al gingen er geruchten dat ze van een zoon genaamd 'Bohemund' was bevallen maar deze al snel overleed.

### Derde kruistocht
Na de dood van Willem II in 1189 werd Johanna twee jaar gevangen gehouden door Tancred van Sicilië, de neef van Willem II en zijn opvolger als koning van Sicilië. Uiteindelijk werd ze in 1190 door het ingrijpen van haar broer Richard bevrijd, die onderweg was naar het Heilige land voor de Derde Kruistocht.
Hij eiste zowel zijn zus alsook haar bruidsschat terug en toen Tancred hier geen gehoor aan gaf, nam Richard de abdij en het kasteel van La Bagnara in. Daarna besloot Richard de winter in Italië te verblijven en zette een aanval en blokkade van Messina op. Tancred besloot dan om alsnog de bruidsschat terug te geven. In maart 1191 arriveerde Eleonora van Aquitanië samen met Richards bruid Berengaria van Navarra in Messina. Eleonara keerde weer terug naar Engeland en liet Berengaria achter in de zorg van Johanna. Richard besloot zijn huwelijk nog wat uit te stellen en zette beide vrouwen op een schip richting het Heilige land. Twee dagen later werd de vloot getroffen door een storm, hierbij vergingen een aantal schepen. Richard landde veilig aan de kust bij Kreta, maar Johanna en Berengaria strandden in de omgeving van Cyprus. De zelfverklaarde despoot Isaäk Komnenos van Cyprus was onderweg om de schepen met de vrouwen gevangen te nemen, echter verscheen Richard met de resterende schepen om de dames te redden. De despoot wist wel de schatten die op de schepen aanwezig waren te veroveren, waarna Richard hem achtervolgde en gevangen nam. Richard trouwde vervolgens met Berengaria in Limasol op 12 mei 1191 en stuurde de vrouwen door naar Akko.
Hoewel Johanna Richards favoriete zus was, deinsde hij er echter niet voor terug om haar te gebruiken voor zijn eigen politieke doeleindes. Hij zou tijdens onderhandelingen met Saladin de suggestie hebben gedaan om Johanna te laten trouwen met Saladins broer Al-Adil, om ze beide te laten heersen over Jeruzalem. Toen beide wel wat zagen in het plan, dreigde een hoge priester om Richard te laten excommuniceren uit de Katholieke kerk. Filips II van Frankrijk toonde ook interesse om Richards zus te trouwen. Beide politieke suggesties vonden geen doorgang en Johanna bleef tot 1196 weduwe.

### Gravin van Toulouse
Johanna huwde in oktober 1196 in Rouen met Raymond VI van Toulouse. Ze kreeg daarbij Quercy en Agenais als bruidsschat.
Als gravin van Toulouse speelde zij een actieve rol wanneer haar man afwezig was. Haar huwelijk met Raymond VI was niet gelukkig, Johanna vreesde haar tweede echtgenoot. Tijdens haar laatste zwangerschap vluchtte zij eerst naar haar moeder, en later naar de abdij van Fontevraud, alwaar zij stierf tijdens de bevalling van haar zoon Richard, die niet lang genoeg leefde om te worden gedoopt. Johanna werd na haar dood bijgezet in de abdij van Fontevraud. 50 jaar later werd Raymond VII naast haar bijgezet.

## Huwelijk en kinderen
Johanna was gehuwd met op 13 februari 1177 met Willem II van Sicilië (1153-1189) en kreeg een zoon:
- Bohemund van Apulië (1181)

In oktober 1196 huwde ze met Raymond VI van Toulouse (1156-1222) en kreeg met hem:
- Raymond VII (1197-1249)
- onbekende dochter (1198)
- Richard (1199)

## Kwartierstaat (voorouders)
| Fulco V van Anjou (ca. 1092-1143) | Fulco V van Anjou (ca. 1092-1143) | Fulco V van Anjou (ca. 1092-1143) | Fulco V van Anjou (ca. 1092-1143) | Fulco V van Anjou (ca. 1092-1143) | Fulco V van Anjou (ca. 1092-1143) | Ermengarde van Maine (ca. 1096-1126) | Ermengarde van Maine (ca. 1096-1126) | Ermengarde van Maine (ca. 1096-1126) | Ermengarde van Maine (ca. 1096-1126) | Ermengarde van Maine (ca. 1096-1126) | Ermengarde van Maine (ca. 1096-1126) |                                     |                                     | Hendrik I van Engeland (ca. 1068-1135) | Hendrik I van Engeland (ca. 1068-1135) | Hendrik I van Engeland (ca. 1068-1135) | Hendrik I van Engeland (ca. 1068-1135) | Hendrik I van Engeland (ca. 1068-1135) | Hendrik I van Engeland (ca. 1068-1135) | Mathilde van Schotland (ca. 1079-1118) | Mathilde van Schotland (ca. 1079-1118) | Mathilde van Schotland (ca. 1079-1118) | Mathilde van Schotland (ca. 1079-1118) | Mathilde van Schotland (ca. 1079-1118) | Mathilde van Schotland (ca. 1079-1118) |                                      |                                      | Willem IX van Aquitanië (1071-1126)  | Willem IX van Aquitanië (1071-1126)  | Willem IX van Aquitanië (1071-1126) | Willem IX van Aquitanië (1071-1126) | Willem IX van Aquitanië (1071-1126) | Willem IX van Aquitanië (1071-1126) | Filippa van Toulouse (ca. 1073-1118) | Filippa van Toulouse (ca. 1073-1118) | Filippa van Toulouse (ca. 1073-1118) | Filippa van Toulouse (ca. 1073-1118) | Filippa van Toulouse (ca. 1073-1118)        | Filippa van Toulouse (ca. 1073-1118)        |                                             |                                             | Aimery I van Châtellerault (ca. 1075-1151)  | Aimery I van Châtellerault (ca. 1075-1151)  | Aimery I van Châtellerault (ca. 1075-1151) | Aimery I van Châtellerault (ca. 1075-1151) | Aimery I van Châtellerault (ca. 1075-1151) | Aimery I van Châtellerault (ca. 1075-1151) | Amalberga (1079-1151)                   | Amalberga (1079-1151)                   | Amalberga (1079-1151)                | Amalberga (1079-1151)                | Amalberga (1079-1151)                | Amalberga (1079-1151)                |  |  |  |  |  |  |  |  |  |  |  |  |  |  |  |  |  |  |  |  |  |  |  |  |  |  |  |  |  |  |  |  |  |  |  |  |  |  |  |  |  |  |  |  |  |  |  |  |
| Fulco V van Anjou (ca. 1092-1143) | Fulco V van Anjou (ca. 1092-1143) | Fulco V van Anjou (ca. 1092-1143) | Fulco V van Anjou (ca. 1092-1143) | Fulco V van Anjou (ca. 1092-1143) | Fulco V van Anjou (ca. 1092-1143) | Ermengarde van Maine (ca. 1096-1126) | Ermengarde van Maine (ca. 1096-1126) | Ermengarde van Maine (ca. 1096-1126) | Ermengarde van Maine (ca. 1096-1126) | Ermengarde van Maine (ca. 1096-1126) | Ermengarde van Maine (ca. 1096-1126) |                                     |                                     | Hendrik I van Engeland (ca. 1068-1135) | Hendrik I van Engeland (ca. 1068-1135) | Hendrik I van Engeland (ca. 1068-1135) | Hendrik I van Engeland (ca. 1068-1135) | Hendrik I van Engeland (ca. 1068-1135) | Hendrik I van Engeland (ca. 1068-1135) | Mathilde van Schotland (ca. 1079-1118) | Mathilde van Schotland (ca. 1079-1118) | Mathilde van Schotland (ca. 1079-1118) | Mathilde van Schotland (ca. 1079-1118) | Mathilde van Schotland (ca. 1079-1118) | Mathilde van Schotland (ca. 1079-1118) |                                      |                                      | Willem IX van Aquitanië (1071-1126)  | Willem IX van Aquitanië (1071-1126)  | Willem IX van Aquitanië (1071-1126) | Willem IX van Aquitanië (1071-1126) | Willem IX van Aquitanië (1071-1126) | Willem IX van Aquitanië (1071-1126) | Filippa van Toulouse (ca. 1073-1118) | Filippa van Toulouse (ca. 1073-1118) | Filippa van Toulouse (ca. 1073-1118) | Filippa van Toulouse (ca. 1073-1118) | Filippa van Toulouse (ca. 1073-1118)        | Filippa van Toulouse (ca. 1073-1118)        |                                             |                                             | Aimery I van Châtellerault (ca. 1075-1151)  | Aimery I van Châtellerault (ca. 1075-1151)  | Aimery I van Châtellerault (ca. 1075-1151) | Aimery I van Châtellerault (ca. 1075-1151) | Aimery I van Châtellerault (ca. 1075-1151) | Aimery I van Châtellerault (ca. 1075-1151) | Amalberga (1079-1151)                   | Amalberga (1079-1151)                   | Amalberga (1079-1151)                | Amalberga (1079-1151)                | Amalberga (1079-1151)                | Amalberga (1079-1151)                |  |  |  |  |  |  |  |  |  |  |  |  |  |  |  |  |  |  |  |  |  |  |  |  |  |  |  |  |  |  |  |  |  |  |  |  |  |  |  |  |  |  |  |  |  |  |  |  |
|                                   |                                   |                                   |                                   |                                   |                                   |                                      |                                      |                                      |                                      |                                      |                                      |                                     |                                     |                                        |                                        |                                        |                                        |                                        |                                        |                                        |                                        |                                        |                                        |                                        |                                        |                                      |                                      |                                      |                                      |                                     |                                     |                                     |                                     |                                      |                                      |                                      |                                      |                                             |                                             |                                             |                                             |                                             |                                             |                                            |                                            |                                            |                                            |                                         |                                         |                                      |                                      |                                      |                                      |  |  |  |  |  |  |  |  |  |  |  |  |  |  |  |  |  |  |  |  |  |  |  |  |  |  |  |  |  |  |  |  |  |  |  |  |  |  |  |  |  |  |  |  |  |  |  |  |
|                                   |                                   |                                   |                                   | Godfried V van Anjou (1113-1151)  | Godfried V van Anjou (1113-1151)  | Godfried V van Anjou (1113-1151)     | Godfried V van Anjou (1113-1151)     | Godfried V van Anjou (1113-1151)     | Godfried V van Anjou (1113-1151)     |                                      |                                      |                                     |                                     |                                        |                                        | Mathilde van Engeland (ca. 1102-1167)  | Mathilde van Engeland (ca. 1102-1167)  | Mathilde van Engeland (ca. 1102-1167)  | Mathilde van Engeland (ca. 1102-1167)  | Mathilde van Engeland (ca. 1102-1167)  | Mathilde van Engeland (ca. 1102-1167)  |                                        |                                        |                                        |                                        |                                      |                                      |                                      |                                      |                                     |                                     | Willem X van Aquitanië (1099-1137)  | Willem X van Aquitanië (1099-1137)  | Willem X van Aquitanië (1099-1137)   | Willem X van Aquitanië (1099-1137)   | Willem X van Aquitanië (1099-1137)   | Willem X van Aquitanië (1099-1137)   |                                             |                                             |                                             |                                             |                                             |                                             | Aénor van Châtellerault (ca. 1103-1130)    | Aénor van Châtellerault (ca. 1103-1130)    | Aénor van Châtellerault (ca. 1103-1130)    | Aénor van Châtellerault (ca. 1103-1130)    | Aénor van Châtellerault (ca. 1103-1130) | Aénor van Châtellerault (ca. 1103-1130) |                                      |                                      |                                      |                                      |  |  |  |  |  |  |  |  |  |  |  |  |  |  |  |  |  |  |  |  |  |  |  |  |  |  |  |  |  |  |  |  |  |  |  |  |  |  |  |  |  |  |  |  |  |  |  |  |
|                                   |                                   |                                   |                                   | Godfried V van Anjou (1113-1151)  | Godfried V van Anjou (1113-1151)  | Godfried V van Anjou (1113-1151)     | Godfried V van Anjou (1113-1151)     | Godfried V van Anjou (1113-1151)     | Godfried V van Anjou (1113-1151)     |                                      |                                      |                                     |                                     |                                        |                                        | Mathilde van Engeland (ca. 1102-1167)  | Mathilde van Engeland (ca. 1102-1167)  | Mathilde van Engeland (ca. 1102-1167)  | Mathilde van Engeland (ca. 1102-1167)  | Mathilde van Engeland (ca. 1102-1167)  | Mathilde van Engeland (ca. 1102-1167)  |                                        |                                        |                                        |                                        |                                      |                                      |                                      |                                      |                                     |                                     | Willem X van Aquitanië (1099-1137)  | Willem X van Aquitanië (1099-1137)  | Willem X van Aquitanië (1099-1137)   | Willem X van Aquitanië (1099-1137)   | Willem X van Aquitanië (1099-1137)   | Willem X van Aquitanië (1099-1137)   |                                             |                                             |                                             |                                             |                                             |                                             | Aénor van Châtellerault (ca. 1103-1130)    | Aénor van Châtellerault (ca. 1103-1130)    | Aénor van Châtellerault (ca. 1103-1130)    | Aénor van Châtellerault (ca. 1103-1130)    | Aénor van Châtellerault (ca. 1103-1130) | Aénor van Châtellerault (ca. 1103-1130) |                                      |                                      |                                      |                                      |  |  |  |  |  |  |  |  |  |  |  |  |  |  |  |  |  |  |  |  |  |  |  |  |  |  |  |  |  |  |  |  |  |  |  |  |  |  |  |  |  |  |  |  |  |  |  |  |
|                                   |                                   |                                   |                                   |                                   |                                   |                                      |                                      |                                      |                                      | Hendrik II van Engeland (1133-1189)  | Hendrik II van Engeland (1133-1189)  | Hendrik II van Engeland (1133-1189) | Hendrik II van Engeland (1133-1189) | Hendrik II van Engeland (1133-1189)    | Hendrik II van Engeland (1133-1189)    |                                        |                                        |                                        |                                        |                                        |                                        |                                        |                                        |                                        |                                        |                                      |                                      |                                      |                                      |                                     |                                     |                                     |                                     |                                      |                                      |                                      |                                      | Eleonora van Aquitanië (ca. 1122/1124-1204) | Eleonora van Aquitanië (ca. 1122/1124-1204) | Eleonora van Aquitanië (ca. 1122/1124-1204) | Eleonora van Aquitanië (ca. 1122/1124-1204) | Eleonora van Aquitanië (ca. 1122/1124-1204) | Eleonora van Aquitanië (ca. 1122/1124-1204) |                                            |                                            |                                            |                                            |                                         |                                         |                                      |                                      |                                      |                                      |  |  |  |  |  |  |  |  |  |  |  |  |  |  |  |  |  |  |  |  |  |  |  |  |  |  |  |  |  |  |  |  |  |  |  |  |  |  |  |  |  |  |  |  |  |  |  |  |
|                                   |                                   |                                   |                                   |                                   |                                   |                                      |                                      |                                      |                                      | Hendrik II van Engeland (1133-1189)  | Hendrik II van Engeland (1133-1189)  | Hendrik II van Engeland (1133-1189) | Hendrik II van Engeland (1133-1189) | Hendrik II van Engeland (1133-1189)    | Hendrik II van Engeland (1133-1189)    |                                        |                                        |                                        |                                        |                                        |                                        |                                        |                                        |                                        |                                        |                                      |                                      |                                      |                                      |                                     |                                     |                                     |                                     |                                      |                                      |                                      |                                      | Eleonora van Aquitanië (ca. 1122/1124-1204) | Eleonora van Aquitanië (ca. 1122/1124-1204) | Eleonora van Aquitanië (ca. 1122/1124-1204) | Eleonora van Aquitanië (ca. 1122/1124-1204) | Eleonora van Aquitanië (ca. 1122/1124-1204) | Eleonora van Aquitanië (ca. 1122/1124-1204) |                                            |                                            |                                            |                                            |                                         |                                         |                                      |                                      |                                      |                                      |  |  |  |  |  |  |  |  |  |  |  |  |  |  |  |  |  |  |  |  |  |  |  |  |  |  |  |  |  |  |  |  |  |  |  |  |  |  |  |  |  |  |  |  |  |  |  |  |
|                                   |                                   |                                   |                                   |                                   |                                   |                                      |                                      |                                      |                                      |                                      |                                      |                                     |                                     |                                        |                                        |                                        |                                        |                                        |                                        |                                        |                                        |                                        |                                        |                                        |                                        |                                      |                                      |                                      |                                      |                                     |                                     |                                     |                                     |                                      |                                      |                                      |                                      |                                             |                                             |                                             |                                             |                                             |                                             |                                            |                                            |                                            |                                            |                                         |                                         |                                      |                                      |                                      |                                      |  |  |  |  |  |  |  |  |  |  |  |  |  |  |  |  |  |  |  |  |  |  |  |  |  |  |  |  |  |  |  |  |  |  |  |  |  |  |  |  |  |  |  |  |  |  |  |  |
|                                   |                                   |                                   |                                   |                                   |                                   |                                      |                                      |                                      |                                      |                                      |                                      |                                     |                                     |                                        |                                        |                                        |                                        |                                        |                                        |                                        |                                        |                                        |                                        |                                        |                                        |                                      |                                      |                                      |                                      |                                     |                                     |                                     |                                     |                                      |                                      |                                      |                                      |                                             |                                             |                                             |                                             |                                             |                                             |                                            |                                            |                                            |                                            |                                         |                                         |                                      |                                      |                                      |                                      |  |  |  |  |  |  |  |  |  |  |  |  |  |  |  |  |  |  |  |  |  |  |  |  |  |  |  |  |  |  |  |  |  |  |  |  |  |  |  |  |  |  |  |  |  |  |  |  |
| Hendrik de Jongere (1155-1183)    | Hendrik de Jongere (1155-1183)    | Hendrik de Jongere (1155-1183)    | Hendrik de Jongere (1155-1183)    | Hendrik de Jongere (1155-1183)    | Hendrik de Jongere (1155-1183)    |                                      |                                      | Mathilde Plantagenet (1156-1189)     | Mathilde Plantagenet (1156-1189)     | Mathilde Plantagenet (1156-1189)     | Mathilde Plantagenet (1156-1189)     | Mathilde Plantagenet (1156-1189)    | Mathilde Plantagenet (1156-1189)    |                                        |                                        | Richard Leeuwenhart (1157-1199)        | Richard Leeuwenhart (1157-1199)        | Richard Leeuwenhart (1157-1199)        | Richard Leeuwenhart (1157-1199)        | Richard Leeuwenhart (1157-1199)        | Richard Leeuwenhart (1157-1199)        |                                        |                                        | Godfried II van Bretagne (1158–1186)   | Godfried II van Bretagne (1158–1186)   | Godfried II van Bretagne (1158–1186) | Godfried II van Bretagne (1158–1186) | Godfried II van Bretagne (1158–1186) | Godfried II van Bretagne (1158–1186) |                                     |                                     | Eleonora van Engeland (1162-1214)   | Eleonora van Engeland (1162-1214)   | Eleonora van Engeland (1162-1214)    | Eleonora van Engeland (1162-1214)    | Eleonora van Engeland (1162-1214)    | Eleonora van Engeland (1162-1214)    |                                             |                                             | Johanna Plantagenet (1165-1199)             | Johanna Plantagenet (1165-1199)             | Johanna Plantagenet (1165-1199)             | Johanna Plantagenet (1165-1199)             | Johanna Plantagenet (1165-1199)            | Johanna Plantagenet (1165-1199)            |                                            |                                            | Jan zonder Land (ca. 1166/1167-1216)    | Jan zonder Land (ca. 1166/1167-1216)    | Jan zonder Land (ca. 1166/1167-1216) | Jan zonder Land (ca. 1166/1167-1216) | Jan zonder Land (ca. 1166/1167-1216) | Jan zonder Land (ca. 1166/1167-1216) |  |  |  |  |  |  |  |  |  |  |  |  |  |  |  |  |  |  |  |  |  |  |  |  |  |  |  |  |  |  |  |  |  |  |  |  |  |  |  |  |  |  |  |  |  |  |  |  |